# Rickey Woodard

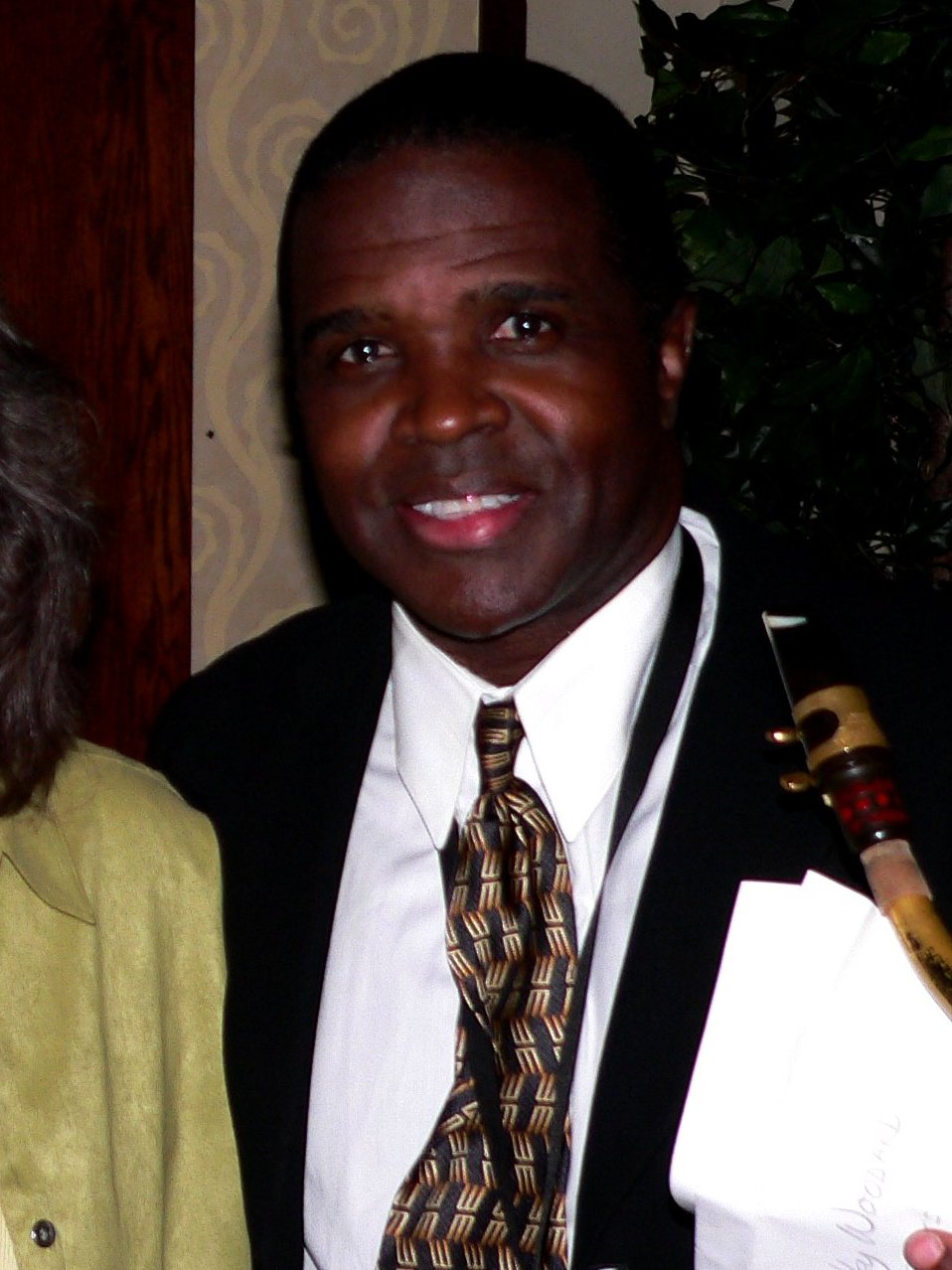
Rickey Woodard, 2005

Rickey Woodard ([ˈwʊdɑːrd] ; * 5. August 1950 in Nashville, Tennessee) ist ein amerikanischer Saxophonist des Swing und des Modern Jazz.

## Leben und Wirken
Woodard wuchs in Nashville auf; erste Auftritte hatte er mit seinen drei Geschwistern in der Rhythm-and-Blues-Band seines Vaters in Tennessee, Alabama und Kentucky. Nach einem Studium an der Tennessee State University zog er 1979 nach Kalifornien, wo er seitdem in der Swing- und Mainstream-Jazzszene aktiv ist, zunächst ab 1980 in der Begleitband von Ray Charles, mit der er sieben Jahre auf Tourneen ging. Seit den 1980er Jahren arbeitete er u. a. mit Frank Capp, Jimmy Cheatham, Warren Vaché, Jimmy Smith, Ken Peplowski, der Milt Jackson Big Band (Explosive!; 1999), Clayton-Hamilton Jazz Orchestra und Joey DeFrancesco (Singin’ and Swingin’). Seit Anfang der 1990er Jahre nahm Woodard unter eigenem Namen eine Reihe von Alben für die Label Candid und Concord Records auf; auf dem Album The Tokyo Express spielte er 1992 mit dem Pianisten James Williams, dem Bassisten Christian McBride und dem Schlagzeuger Joe Chambers. 1994 folgte das Album Yazoo mit dem Pianisten Cedar Walton.  
Nach Cook/Morton erinnert Woodard stilistisch an Zoot Sims.

## Diskographische Hinweise
- The Frank Capp Trio Presents Rickey Woodard (Concord, 1991)
- California Cooking (Candid, 1991)
- The Tokyo Express (Candid, 1992)
- Yazoo (Concord, 1994)
- The Silver Strut (Concord, 1995)